# Christoffer Nyman
Christoffer Åke Sven Nyman (Norrköping, 5 ottobre 1992) è un calciatore svedese, attaccante dell'IFK Norrköping.

## Carriera

### Club
Nella seconda metà del 2010 ha debuttato con la prima squadra dell'IFK Norrköping, giocando 3 partite e realizzando altrettante reti nel campionato di Superettan di quell'anno, che ha visto la formazione biancoblu promossa nella massima serie in virtù del 2º posto in classifica. Durante la stagione 2011 Nyman si è invece diviso tra l'IFK Norrköping in Allsvenskan e il doppio prestito al Sylvia in terza serie.
Durante l'Allsvenskan 2012 ha trovato definitivamente uno spazio stabile in prima squadra, avendo giocato 29 delle 30 partite previste da calendario, partendo titolare in più della metà delle occasioni e realizzando complessivamente 8 gol. Nei due anni a seguire le sue presenze sono state rispettivamente 28 e 30, mentre le reti all'attivo sono state 4 in entrambi i casi.
Nel 2015, anno del titolo nazionale inaspettatamente vinto proprio dall'IFK Norrköping, Nyman ha contribuito con 10 reti, risultando il secondo miglior marcatore della squadra di quell'anno dietro al capocannoniere dell'Allsvenskan Emir Kujović. Nell'agosto 2016, quando aveva 9 reti all'attivo in 19 presenze ma allo stesso tempo anche pochi mesi di contratto rimasti, viene ceduto anch'egli all'estero a pochi mesi dalla cessione di Kujović.
Il 23 agosto 2016 è stato infatti ufficializzato il suo acquisto da parte dei tedeschi dell'Eintracht Braunschweig. Con i gialloblu ha disputato due campionati di 2. Bundesliga, la seconda divisione professionistica nazionale, che si trovava nella seconda divisione tedesca, per poi subire una inaspettata retrocessione in 3. Liga al termine della stagione 2017-2018. È rimasto in rosa anche in terza serie, pur disputando la prima partita solo a novembre a causa di un'operazione all'inguine per un infortunio patito nella precedente primavera. In due stagioni e mezzo ha realizzato 17 segnature in 55 partite di campionato.
Nel gennaio 2019, alla riapertura del calciomercato svedese, Nyman è tornato ad essere un giocatore dell'IFK Norrköping, legandosi contrattualmente per i successivi quattro anni. In quella stagione è andato a segno 10 volte su 29 partite di campionato giocate, ma l'anno seguente si è laureato capocannoniere dell'Allsvenskan 2020 con un bottino di 18 gol in 28 presenze. Nel campionato seguente, invece, è riuscito a giocare solo 16 partite, nelle quali ha segnato complessivamente 5 gol.

### Nazionale
Ha giocato nelle nazionali giovanili svedesi Under-19 ed Under-21.
Ha esordito con la maglia della nazionale svedese nel 2013 in occasione della finale della King's Cup di quell'anno, vinta 3-0 contro la Finlandia.
È stato tra i possibili candidati per un posto tra i 23 convocati per i Mondiali 2018, forte anche del buon rapporto con il CT Janne Andersson con cui aveva vinto il titolo nazionale 2015 ai tempi dell'IFK Norrköping. L'infortunio all'inguine con conseguente operazione gli ha però dato la certezza di non partecipare.

## Palmarès

### Club

#### Competizioni nazionali
- Allsvenskan: 1

Norrköping: 2015
- Supercupen: 1

Norrköping: 2015

### Individuale
- Capocannoniere della Allsvenskan: 1

2020 (18 gol)